# إيفا كولر
إيفا كولر (بالألمانية: Eva Luise Köhler) (و. 1947 – م) هي سياسية من ألمانيا ولدت في لودفيغسبورغ وزوجة الرئيس الألماني السابق هورست كولر والمدير التنفيذي السابق لصندوق النقد الدولي.

## روابط خارجية
- إيفا كولر على موقع مونزينجر (الألمانية)